# Pingströrelsen i Färöarna
Pingströrelsen (hvítusunnurørsla) på Färöarna är en gemenskap av fria församlingar i Tórshavn (2 st), Skopun och Vestmanna.
Församlingarna delar lära och gemenskap med den nordiska och internationella pingströrelsen.
På senare år har även förhållandet till andra kristna på Färöarna blivit allt bättre.

## Historia
Sommaren 1924 samlade Petra Andersen (som i Norge tagit del av pingstförkunnelsen) vänner till bönemöten i sitt hem i Tórshavn.
Vid en sådan bönesamling på annandag jul 1924 blev Petra och några av hennes vänner andedöpta och började tala i tungor.
Den 21 juli 1936 mellanlandade den nordiske pingstaposteln Thomas Ball Barratt i Tórshavn, på väg till Island. Under hans besök bildades öarnas första pingstförsamling, med 21 medlemmar.
Väckelsen tog därefter fart, med hjälp av tillresande förkunnare från Norge och Danmark och den första egna kyrkolokalen, Evangeliihúsið kunde snart byggas.
På grund av splittring inom pingstförsamlingen i Tórshavn bildades en ny församling, Filadelfia 1972.